# Walter Mosley
Pour les articles homonymes, voir Mosley.
Walter Mosley, né le 12 janvier 1952 à Los Angeles en Californie aux États-Unis, est un écrivain, dramaturge, producteur et scénariste afro-américain, principalement connu pour ses romans policiers. Son travail le plus populaire est la série introduisant le détective privé Easy Rawlins dont le premier volume, Le Diable en robe bleue, a été adapté au cinéma sous le même titre, avec Denzel Washington dans le rôle de Rawlins.

## Biographie
Walter Mosley est né dans le sud-est de Los Angeles, aux États-Unis, en 1952 et a grandi à Watts. Son père , Leroy Mosley, est  un Afro-Américain de la Louisiane et sa mère, Ella, était une femme blanche d'origine polonaise de confession juive. Ce double héritage afro-américain et juif l'a confronté aux préjugés racistes dès son enfance et différentes violences et persécutions dont les Juifs et Afro-américains sont les victimes.
Après ses études secondaires, il entre au Johnson State College (en) dans le Vermont où il obtient en 1977 son Bachelor of Arts.
Il rencontre une danseuse et chorégraphe, Joy Kellman, ils vivent ensemble à New York à partir de 1982 et se marient en 1987, ils divorceront en 2001.
Dans un premier temps, Mosley travaille comme informaticien. Et pendant ses loisirs, il lit les romans de Raymond Chandler, Dashiell Hammett et Ross MacDonald et des romans tels que L'Étranger d’Albert Camus. Ce mélange de suspense et de philosophie seront le fil de son inspiration pour les romans qu'il écrira ultérieurement.
C'est en lisant The Color Purple d'Alice Walker que Walter prend la décision de devenir écrivain en 1986. Il  commence à écrire pendant ses nuits, les week-ends et chaque fois qu'il pouvait trouver du temps. 
Afin de se perfectionner, Walter quitte son poste d'informaticien et s'inscrit au City College de New York pour participer à des séminaires de création littéraire sous la direction et les animations du romancier Frederic Tuten (en), et d'autres écrivains new-yorkais.
En 1989, Mosley montra à l'un de ses professeurs d'écriture Devil in a Blue Dress , ce dernier le montre à son agent littéraire, Gloria Loomis, qui parvient à le faire publier par la maison d'édition W.W. Norton. Gloria Loomis deviendra par la suite l'agent littéraire de Walter Mosley,,. Lors de sa publication en 1990, le New York Times a déclaré qu'il "marquait les débuts d'un auteur talentueux". 
Walter Mosley publiera plus d'une cinquantaine d’ouvrages d’une grande variété de genres, incluant des essais, de la science-fiction ou des polars traduits en 21 langues. 
Plusieurs de ses ouvrages sont devenus des films de cinéma, des téléfilms ou des épisodes de série télévisée. 
Sa célébrité aux États-Unis s’est accrue à partir de 1992 quand Bill Clinton, amateur de romans policiers, a désigné Mosley comme étant un de ses auteurs favoris.
Le héros récurrent de l’œuvre de Walter Mosley est un détective privé noir, vétéran de la Seconde Guerre mondiale vivant dans le quartier noir de Watts à Los Angeles dans les années 1950, Ezechiel (Easy) Rawlins. Cette série est le portrait de l'Amérique ségrégationniste des années 1950 et 1960. Mosley y propose une reconstitution élaborée et sans manichéisme de l’atmosphère de l’époque. Il fait de son héros un personnage attachant détective malgré lui subissant souvent les événements mais jamais dupe du monde qui l’entoure.
Walter Mosley a aussi écrit autre chose que des romans policiers. Son chef-d’œuvre est consacré à l’exploration du blues : La Musique du diable rend hommage au bluesman Robert Johnson : Soupspoon Wise, vieux bluesman rongé par le cancer est recueilli par sa voisine, une blanche alcoolique qui va se démener pour le soigner, allant jusqu'à  en perdre son travail, et presque, la vie. Grâce à elle, le vieux bluesman hanté par ses souvenirs, se remet à jouer et à chanter le blues. C’est un ouvrage chargé d’émotion et de poésie.

## Œuvres (sélection)

### Romans policiers

#### SérieEasy Rawlins
1. Le Diable en robe bleue, Gallimard, coll. « Série noire » no 2268, 1991 ((en) Devil in a Blue Dress, 1990), trad. Jean-Bernard Piat, 279 p.  (ISBN 2-07-049268-0)Réédition Albin Michel, 1996, 238 p. (ISBN 2-226-07821-5)
2. Une mort en rouge, Albin Michel, 1994 ((en) A Red Death, 1991), trad. Gabrielle Merchez, 294 p.  (ISBN 2-226-06729-9)Réédition Seuil, coll. « Points policier » no P226, 1996, 294 p. (ISBN 2-02-025989-3)
3. Papillon blanc, Albin Michel, 1995 ((en) White Butterfly, 1992), trad. Gabrielle Merchez, 295 p.  (ISBN 2-226-07944-0)Réédition Seuil, coll. « Points policier » no P341, 1997, 295 p. (ISBN 2-02-025988-5)
4. Black Betty, Albin Michel, 1998 ((en) Black Betty, 1994), trad. Gabrielle Merchez, 330 p.  (ISBN 2-226-09601-9)Réédition Seuil, coll. « Points policier » no P693, 1999, 330 p. (ISBN 2-02-025987-7)
5. Un petit chien jaune, Albin Michel, 1999 ((en) A Little Yellow Dog, 1996), trad. Gabrielle Merchez, 344 p.  (ISBN 2-226-10827-0)
6. (en) Gone Fishin', 1997
7. Le Casseur, Seuil, coll. « Policier », 2004 ((en) Bad Boy Brawly Brown, 2002), trad. Mireille Vignol, 290 p.  (ISBN 2-02-057419-5)Réédition Seuil, coll. « Points policier » no 1309, 2005, 331 p. (ISBN 2-02-079839-5)
8. (en) Six Easy Pieces, 2003
9. Little Scarlet, Seuil, coll. « Policier », 2005 ((en) Little Scarlet, 2004), trad. Mireille Vignol, 280 p.  (ISBN 2-02-057420-9)Réédition Seuil, coll. « Points policier » no P1453, 2006, 313 p. (ISBN 2-02-086475-4)
10. Noirs Baisers, Seuil, coll. « Policier », 2007 ((en) Cinnamon Kiss, 2005), trad. Mireille Vignol, 290 p.  (ISBN 978-2-02-084590-8)
11. (en) Blonde Faith, 2007
12. (en) Little Green, 2013
13. (en) Rose Gold, 2014
14. (en) Charcoal Joe, 2016
15. Blood Grove (2021)
16. Farewell, Amethystine (2024)

#### SérieLeonid McGill
1. Le Vertige de la chute, Jacqueline Chambon, 2010 ((en) The Long Fall, 2009), trad. Oristelle Bonis, 323 p.  (ISBN 978-2-7427-9296-2)Réédition Actes Sud, coll. « Babel noir » no 104, 2014, 383 p. (ISBN 978-2-330-02697-4)
2. Les Griffes du passé, Jacqueline Chambon, 2011 ((en) Known to Evil, 2010), trad. Oristelle Bonis, 354 p.  (ISBN 978-2-330-00220-6)Réédition Actes Sud, coll. « Babel noir » no 125, 2015, 416 p. (ISBN 978-2-330-03940-0)
3. En bout de course, Jacqueline Chambon, 2012 ((en) When the Thrill Is Gone, 2011), trad. Oristelle Bonis, 324 p.  (ISBN 978-2-330-01266-3)Réédition Actes Sud, coll. « Babel noir » no 149, 2016, 387 p. (ISBN 978-2-330-05871-5)
4. Une erreur de jugement, Jacqueline Chambon, 2016 ((en) All I Did Was Shoot My Man, 2012), trad. Denis Beneich, 301 p.  (ISBN 978-2-330-07056-4)
5. (en) And Sometimes I Wonder About You, 2015
6. (en) Trouble Is What I Do, 2020

### SérieFearless Jones
1. (en) Fearless Jones, 2001
2. (en) Fear Itself, 2003
3. (en) Fear of the Dark, 2006

### SérieSocrates Fortlow
1. L’Âme d’un héros, Albin Michel, 2000 ((en) Always Outnumbered, Always Outgunned, 1997), trad. Bernard Cohen, 260 p.  (ISBN 2-226-11680-X)
2. (en) Walkin' the Dog, 1999
3. (en) The Right Mistake, 2008

### SérieJoe King Oliver
- Down the River Unto the Sea (2018)
- Every Man a King (2023)
- Been Wrong So Long It Feels Like Right (2025)

### Autres romans policiers
- La Musique du diable, Albin Michel, 1997 ((en) RL's Dream, 1995), trad. Bernard Cohen, 322 p.  (ISBN 2-226-08930-6)Réédition Seuil, coll. « Points policier » no P586, 1999, 322 p. (ISBN 2-02-032313-3)
- Un homme dans ma cave, Seuil, coll. « Policier », 2006 ((en) The Man in My Basement, 2004), trad. Mireille Vignol, 263 p.  (ISBN 2-02-067958-2)
- Archibald Lawless, anarchiste de la tête aux pieds, Calmann-Lévy, coll. « Littérature étrangère », 2009 ((en) Walking the Line, 2005), trad. Florence Mortimer, 314 p.  (ISBN 2-7021-3731-8)Publiée dans l'anthologie Transgressions volume II
- Lucky boy, Liana Levi, coll. « Littérature étrangère », 2009 ((en) Fortunate Son, 2006), trad. Michelle Herpe-Woslinski
- Tuer Johnny Fry, Michel Lafon, 2007 ((en) Killing Johnny Fry: A Sexistential Novel, 2006), trad. Jean-Bernard Pascal, 305 p.  (ISBN 978-2-7499-0641-6)
- (en) Diablerie, 2007
- (en) The Tempest Tales, 2008
- (en) The Last Days of Ptolemy Grey, 2010
- (en) Parishioner, 2012
- (en) Debbie Doesn't Do It Anymore, 2014
- (en) The Further Tales of Tempest Landry, 2015
- (en) Inside a Silver Box, 2015
- (en) John Woman, 2018

### SérieCrosstown to Oblivion
1. (en) The Gift of Fire / On the Head of a Pin, 2012
2. (en) Merge/Disciple, 2012
3. (en) Stepping Stone / The Love Machine, 2013

### Autres romans de science fiction
- (en) Blue Light, 1998
- (en) Futureland: Nine Stories of an Imminent World, 2001
- (en) The Wave, 2005
- (en) Touched, 2023

### Roman pour la jeunesse
- (en) 47, 2005

### Pièces de théâtre
- (en) The Fall of Heaven, 2011
- (en) Lift, 2014

### Essais
- (en) Workin' on the Chain Gang: Shaking off the Dead Hand of History, 2000
- (en) What Next: An African American Initiative Toward World Peace, 2003
- (en) Life Out of Context: Which Includes a Proposal for the Non-violent Takeover of the House of Representatives, 2006
- (en) This Year You Write Your Novel, 2007
- (en) Twelve Steps Toward Political Revelation, 2011

### Bande dessinée
- (en) Maximum Fantastic Four, 2005Écrit avec Stan Lee et Jack Kirby.

## Prix et distinctions
- Prix Nero 2004 pour Fear Itself.
- Prix Edgar-Allan-Poe 2019 du meilleur roman pour Down the River unto the Sea[18],[19]
- National Book Foundation Medal for Distinguished Contribution to American Letters 2020[20]
- Diamond Dagger Award 2023[21]

## Filmographie

### Comme auteur adapté et/ou scénariste

#### Au cinéma
- 1995 : Le Diable en robe bleue[22], film américain réalisé par Carl Franklin d'après le roman éponyme, avec Denzel Washington dans le rôle de Rawlins[23].
- 2025 : The Man In My Basement de Nadia Latif, d'après le roman du même nom. Walter Mosley coécrit le scénario avec la réalisatrice.

#### À la télévision
- 1997 : Fallen Angels, épisode Fearless réalisé par Jim McBride d'après les romans de la série Fearless.
- 1998 : La Rage de survivre (Always Outnumbered), téléfilm américain réalisé par Michael Apted d'après le roman éponyme, avec Laurence Fishburne dans le rôle de Socrates.
- 2007 : Masters of Science Fiction, épisode Esprit libre (Little Brother) réalisé par Harold Becker d'après la nouvelle éponyme.

### Comme producteur

#### Au cinéma
- 1995 : Le Diable en robe bleue, film américain réalisé par Carl Franklin d'après le roman éponyme, avec Denzel Washington dans le rôle de Rawlins.

#### À la télévision
- 1998 : La Rage de survivre (Always Outnumbered) de Michael Apted
- 2003 : The Law and Mr. Lee de Kevin Rodney Sullivan

### Comme acteur
- 2004 : Un crime dans la tête (The Manchurian Candidate) de Jonathan Demme